# E4 (trasa europejska)
E4 – trasa europejska pośrednia wschód – zachód przebiegająca przez teren Szwecji i Finlandii, o długości 1590 km, łącząca miasta Helsingborg w Szwecji i Tornio w Finlandii. E4 jest w rzeczywistości częścią trasy europejskiej E55 wciąż oznakowanej według systemu sprzed roku 1992. Ten wyjątek został przyjęty na wniosek Szwecji i Norwegii, ponieważ wydatki związane z przenumerowaniem tego długiego odcinka drogi byłyby zbyt wysokie.

## Przebieg trasy E4
- Szwecja: Helsingborg – Åstorp – Ljungby – Jönköping – Linköping – Norrköping – Nyköping – Södertälje – Sztokholm – Märsta – Uppsala – Gävle – Söderhamn – Hudiksvall – Sundsvall – Härnösand – Timrå – Örnsköldsvik – Umeå – Skellefteå – Piteå – Luleå – Kalix – Haparanda.
- Finlandia: Tornio.

## Stary system numeracji
Do 1985 obowiązywał poprzedni system numeracji, według którego oznaczenie E4 dotyczyło znacznie dłuższej trasy Lizbona – Berno – Kopenhaga – Sztokholm – Helsinki, o następującym przebiegu: Lizbona – Cacilhas – Pegoes – Elvas – Le Perthus – Narbona – Nîmes – Montélimar – Valence – Chambéry – Genewa – Nyon – Lozanna – Berno – Olten – Bazylea – Karlsruhe – Mannheim – Frankfurt nad Menem – Gießen – Bad Hersfeld – Kassel – Getynga – Northeim – Hanower – Hamburg – Lubeka – Fehmarn – Vordingborg – Køge – Kopenhaga – Helsingør – przeprawa promowa – Helsingborg – Värnamo – Jönköping – Linköping – Norrköping – Södertälje – Sztokholm – Uppsala – Gävle – Hamrånge – Söderhamm – Sundsvall – Umeå – Haparanda – Tornio – Vasse – Tampere – Helsinki.

### Drogi w ciągu dawnej E4
Lista dróg opracowana na podstawie materiału źródłowego
| Portugalia        | - droga nr 10: Lizbona – Vendas-Novas - droga nr 4: Vendas-Novas – Elvas – granica z Hiszpanią |
| Hiszpania         | - droga nr V: granica z Portugalią – Badajoz – Mérida – Trujillo – Maqueda – Madryt - droga nr II: Madryt – Alcalá de Henares – Calatayud – Zaragoza - autostrada E4: Zaragoza – Lérida – Barcelona - autostrada A17: Barcelona – Gerona – Perthus – granica z Francją |
| Francja           | - droga nr 89: granica z Hiszpanią – Perpignan – Narbonne - autostrada A9: Narbonne – Béziers – Montpellier – Nîmes – Remoulins - droga nr 86: Remoulins – Viviers – Le Pouzin – Saint-Péray - droga nr 92: Saint-Péray – Valence – Romans-sur-Isère – Voiron - droga nr 75: Voiron – Grenoble - autostrada A41: Grenoble – Chambéry – Annecy - droga nr 201: Annecy – Cruseilles – Saint-Julien-en-Genevois – granica ze Szwajcarią |
| Szwajcaria        | - droga Saint-Julien-en-Genevois – Genève - autostrada N1: Genève – Nyon – Lausanne - droga nr 1: Lausanne – Payerne – Bern - autostrada N1: Bern – Solothurn – Aarburg - droga nr 2: Aarburg – Liestal – Basel - autostrada N2: Basel – granica z RFN |
| Niemcy Zachodnie  | - autostrada A5: granica ze Szwajcarią – Fryburg Bryzgowijski – Offenburg – Karlsruhe – Heidelberg – Mannheim – Frankfurt nad Menem – Gießen - autostrada A48: Gießen – Alsfeld – Niederaula - autostrada A7: Niederaula – Kassel – Getynga – Hildesheim – Hanower – Westenholz – Soltau – Hamburg - autostrada A1: Hamburg – Lubeka - droga nr 207: Lubeka – Oldenburg – Puttgarden – granica z Danią                               |
| przeprawa promowa | |
| Dania             | - autostrada E4: Rødbyhavn – Maribo – Sakskøbing - droga nr 7: Sakskøbing – Orehoved - droga nr 2: Orehovd – Køge – Kopenhaga - autostrada København – Helsingør (granica ze Szwecją) |
| przeprawa promowa | |
| Szwecja           | - droga E4: Helsingborg – Jönköping – Linköping – Norrköping – Sztokholm – Uppsala – Gävle – Sundsvall - droga nr 90: Sundsvall – Umeå - droga E4: Umeå – Skellefteå – Piteå – Luleå – Kalix – Haparanda – granica z Finlandią |
| Finlandia         | - droga nr 4: granica ze Szwecją – Tornio – Kemi – Oulu – Pukkila – Pihtipudas – Jyväskylä – Järnsä – Lahti – Kerava – Helsinki |

## Galeria

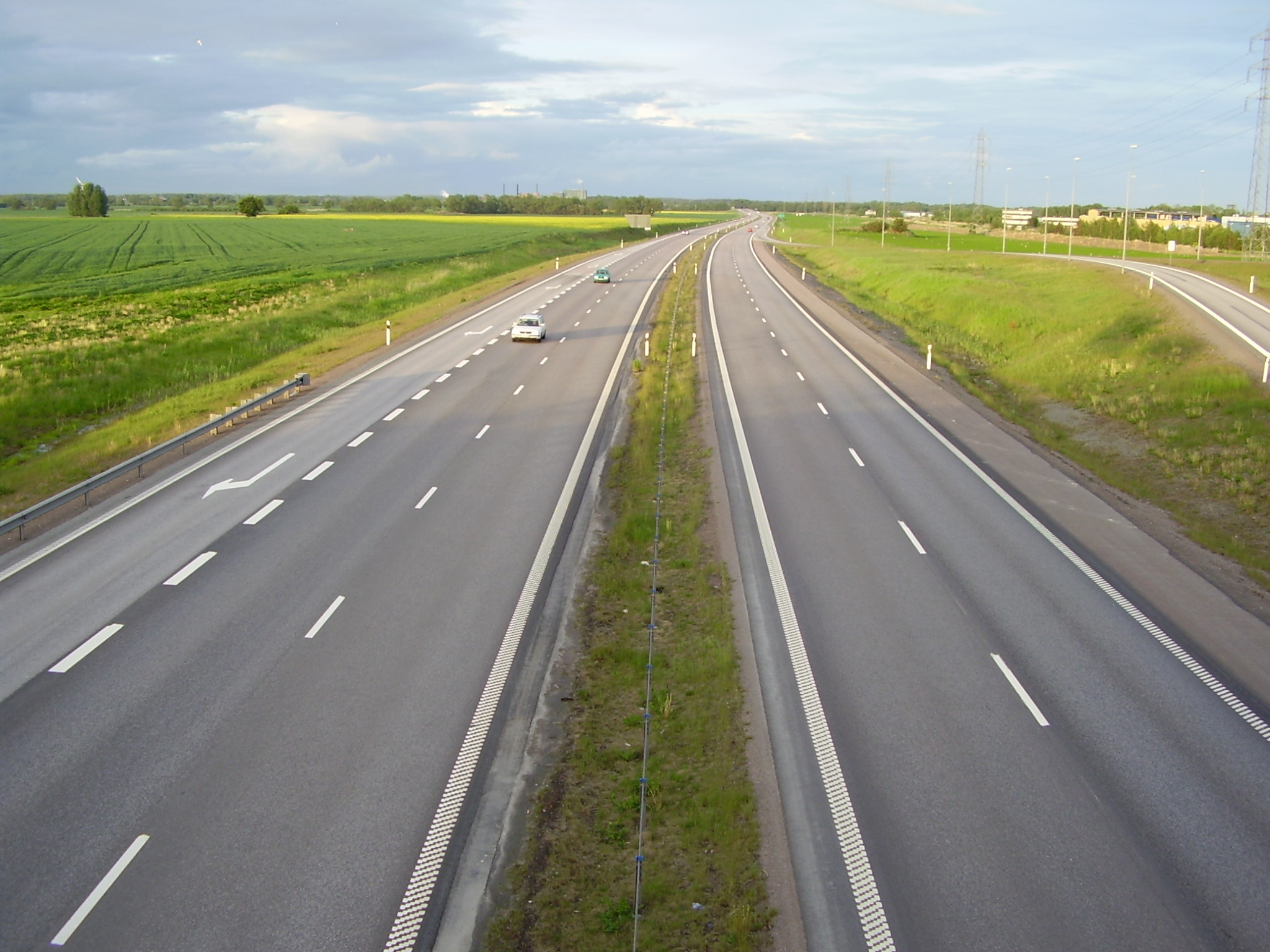
Trasa E4 w okolicach Linköping
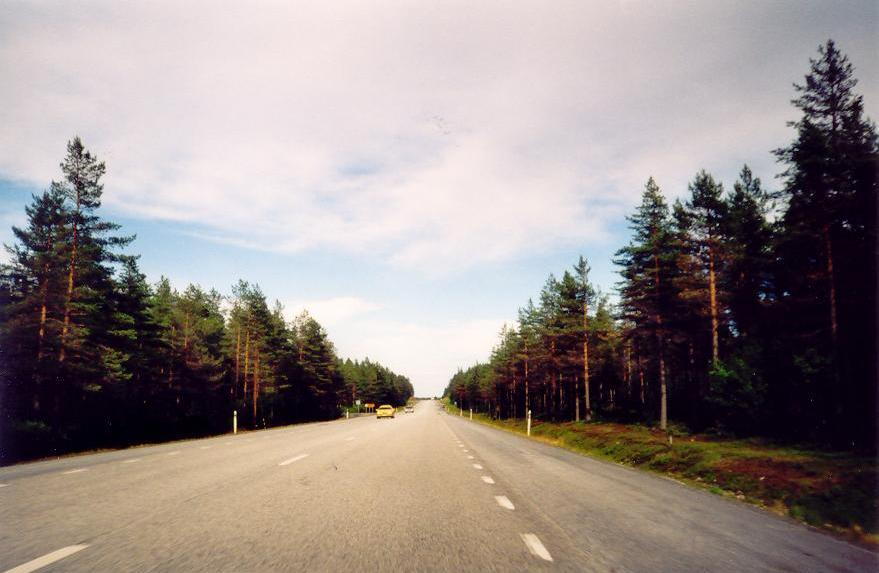
Trasa E4 w okolicach Örnsköldsvik
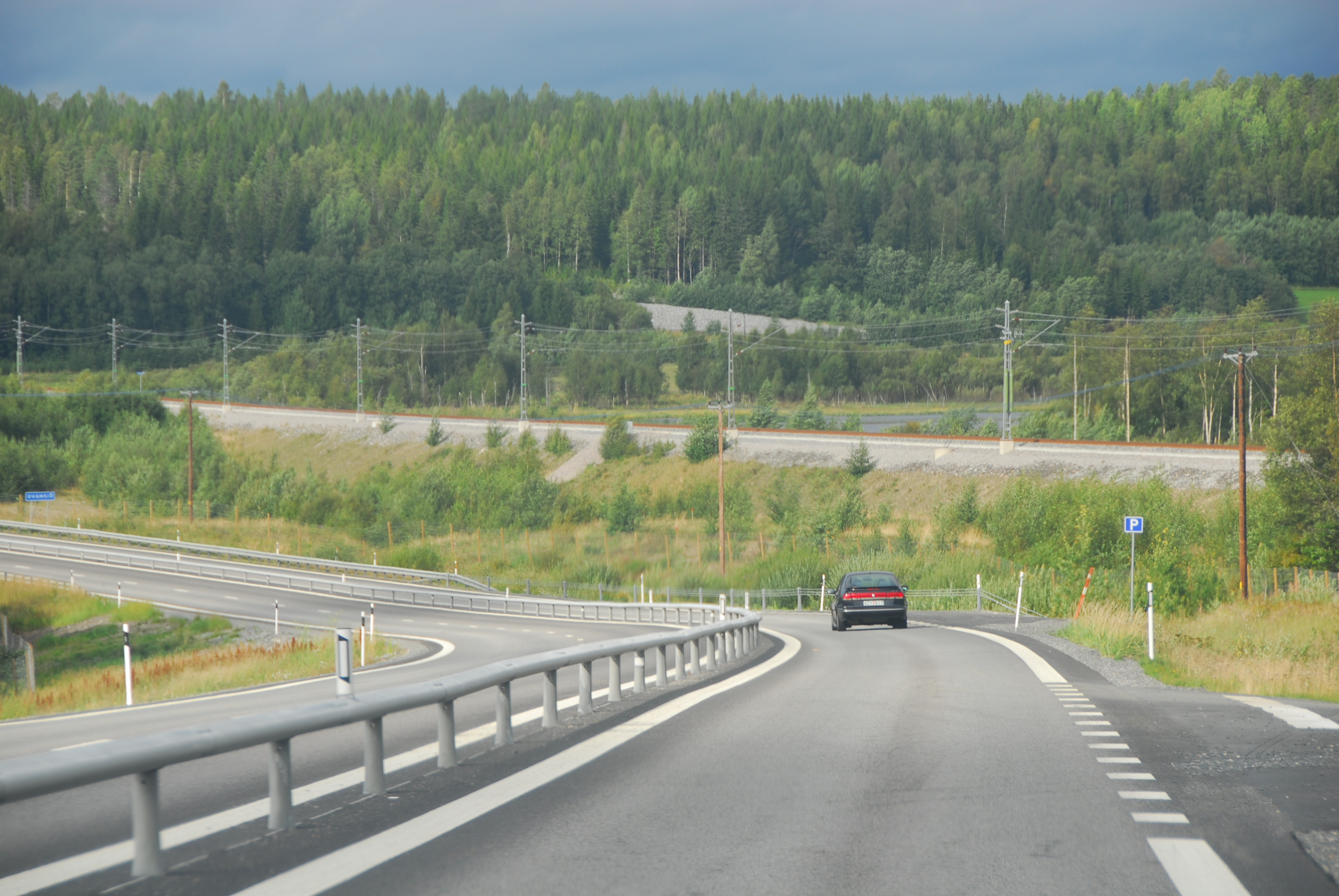
Trasa E4 w pomiędzy Umeå a Örnsköldsvik
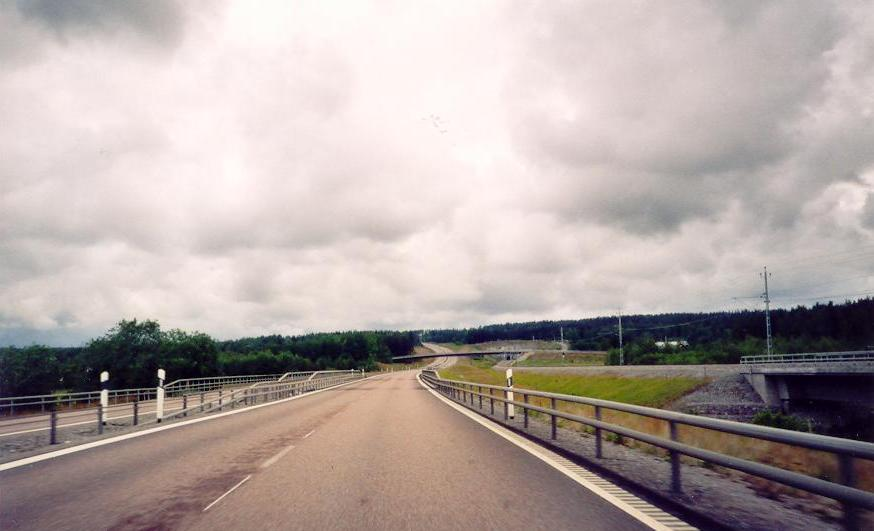
Trasa E4 w okolicach Söderhamn
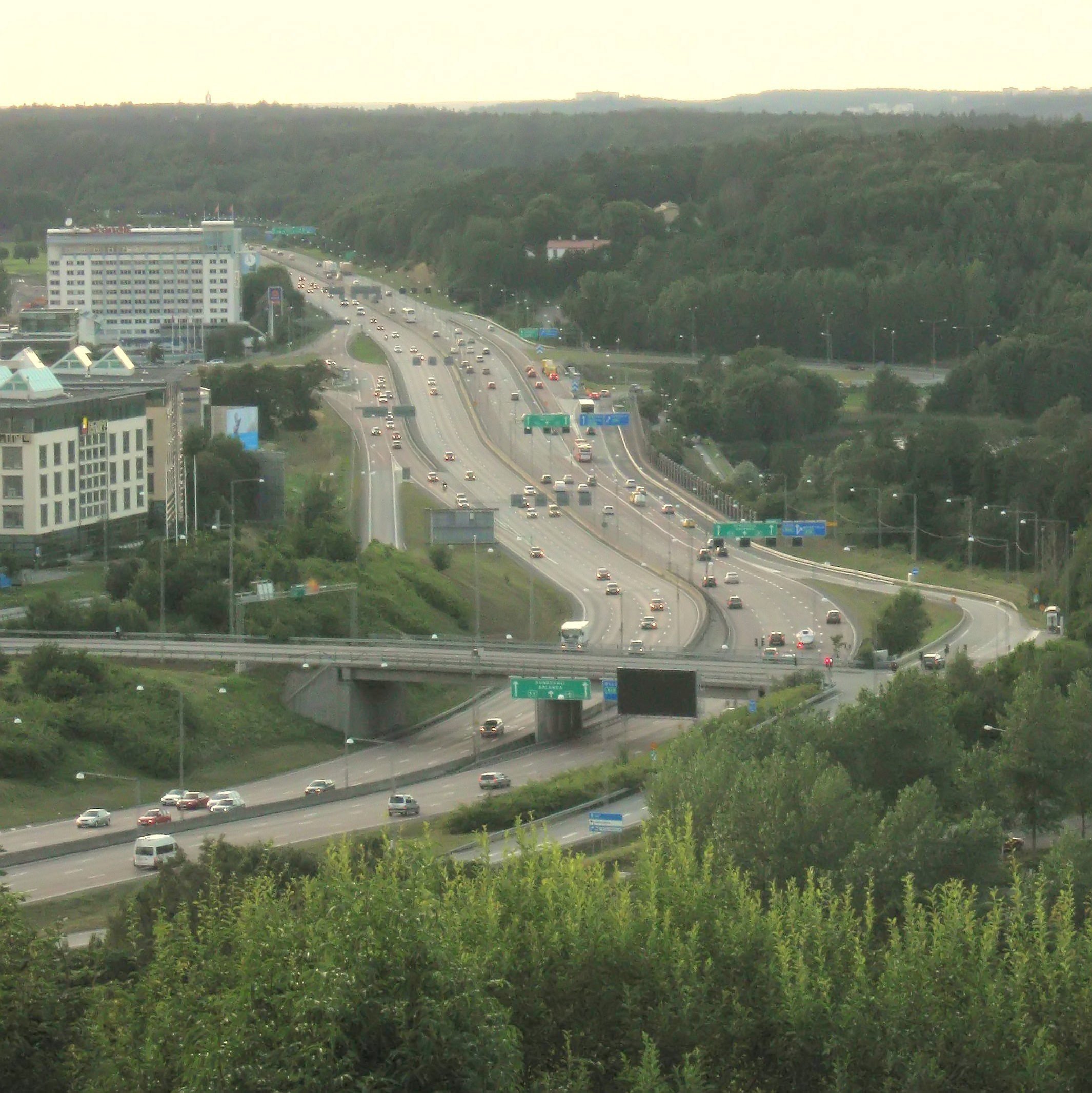
Trasa E4 w okolicach Sztokholmu